# Pomrčina Sunca 15. veljače 1961.
Potpuna pomrčina Sunca dogodila se 15. veljače 1961. godine. Ukupnost je bila vidljiva iz Francuske, Monaka, Italije, San Marina, SFR Jugoslavije (dijelovi koji sada pripadaju Hrvatskoj, Bosni i Hercegovini, Crnoj Gori, Srbiji i Kosovu, Sjevernoj Makedoniji), Albanije, Bugarske uključujući glavni grad Sofiju, Rumunjske uključujući glavni grad Bukurešt i Sovjetski Savez (dijelovi koji sada pripadaju Ukrajini, Rusiji i Kazahstanu). Maksimalna pomrčina zabilježena je u blizini Novočerkaska (Ruska SFSR).
Ovo je bila 51. od 55 umbralna pomrčina u Sarosovom ciklusu 120.

## U popularnoj kulturi
Scena raspeća u filmu Baraba iz 1961. snimljena je tijekom ove pomrčine.

## Vanjske poveznice
|  | Zajednički poslužitelj ima još gradiva o temi Pomrčina Sunca 15. veljače 1961. |